# Gus Kenworthy
Gus Kenworthy   (Chelmsford, 1 d'octubre de 1991) és un esquiador acrobàtic estatunidenc d'origen britànic, que competeix en competició de parc i en migtub. Kenworthy va guanyar la medalla de plata en l'esquí d'estil lliure masculí en els Jocs Olímpics d'Hivern de 2014 a Sotxi.

## Biografia
Primers anys i educació
Kenworthy és el petit de tres fills d'una mare anglesa i pare estatunidenc, Pip i Peter Kenworthy. Té dos germans majors, Hugh i Nick Kenworthy.
El pare de Kenworthy, Peter, ha estat director executiu del festival de cinema Mountainfilm a Telluride des de 2006. És un exbanquer de Filadèlfia, que va treballar a Londres durant diversos anys. La mare de Kenworthy, Pip, és anglesa i originària de Bristol. Ella va néixer en una família nombrosa, amb vuit germans. Després de traslladar-se a Londres a principis de 1970, va començar a treballar en el vestidor del Kings Head Theatre Club. Ella també va tenir una parada antiga al Camden Lock Market. Va emigrar a Telluride el 1993 amb qui aleshores era el seu marit, Peter, i els seus fills, incloent-hi Gus, que llavors tenia dos anys.
Kenworthy es va graduar per la Telluride High School el juny de 2010. Podia haver-se graduat el 2009, però en el seu lloc va decidir prendre un any lliure per esquiar.
Carrera
Kenworthy va guanyar el Campionat Mundial de l'Associació de Professionals de Freeskiing en la categoria general els anys 2011, 2012 i 2013. El 2014 es va col·locar en segon lloc en els Jocs Olímpics de Sochi i va guanyar la seva primera medalla, un bronze, en els X Games de Tignes en la competició de parc.
El 13 de febrer de 2014 Kenworthy va guanyar la medalla de plata als Jocs Olímpics d'hivern de Sotxi.
Atenció mediàtica
Kenworthy va guanyar l'atenció dels mitjans internacionals, a causa que el seu amic fotògraf, Robin MacDonald, li enviés una foto de cinc gossos de carrer —quatre cadells i la seva mare— durant la seva estada a Sotxi, en els Jocs Olímpics d'hivern de 2014. Es va quedar durant més d'un mes per salvar la família dels gossos, i altres, mentre que va intentar dur-los de tornada a casa. Va adoptar aquests gossos i va ajudar a aconseguir més atenció a la creixent problemàtica sobre la població de gossos de carrer a Sotxi, que va créixer significativament durant els Jocs Olímpics.
Vida personal
L'octubre de 2015 Kenworthy va fer pública la seva homosexualitat. Rolling Stone va assenyalar el "medallista acrobàtic és la primera estrella dels 'esports d'acció a sortir de l'armari". Està sortint amb Matthew Wilkas després d'una llarga relació amb el fotògraf canadenc Robin Macdonald.